# Le Chateley
Le Chateley település Franciaországban, Jura megyében. Lakosainak száma 85 fő (2022. január 1.). Le Chateley Biefmorin, Champrougier, Chemenot és Colonne községekkel határos.

## Népesség
A település népességének változása:
| Lakosok száma | 67   | 73   | 77   | 82   | 89   | 88   | 87   | 86   | 86   | 85   |
|               | 1968 | 1982 | 1990 | 2006 | 2013 | 2015 | 2017 | 2019 | 2020 | 2022 |